# 皮庫島
皮庫島（葡萄牙語：Ilha do Pico）是葡萄牙的島嶼，位於聖佐治島以南17.5公里的大西洋海域，屬於亞速群島的一部分。皮库岛上的皮库山是大西洋洋中脊上的最高点。全岛長42公里、寬15公里，面積447平方公里，最高點海拔高度2,351米，2007年人口15,761。岛上拥有联合国教科文组织指定的世界遗产——皮库岛葡萄园文化景观。

## 历史
14世纪前半叶，早期殖民者在这里收集了大量物资。大约1460年，来自北葡萄牙的第一批居民定居到了这里，建立了岛上第一个殖民地。除了种植小麦以外，岛上还发展出了菘蓝业生产染料。皮库岛一直与临近的法亚尔岛有着密切的联系。
得益于肥沃的土壤环境和适宜的气候，岛上发展出了葡萄种植业。除火山喷发期以外，皮库岛上的葡萄种植给居民带来了丰厚的利润。岛上最出名的葡萄——华帝露一直是欧洲各国不可多得的珍品。不过，19世纪中期，白粉病和根瘤蚜几乎将岛上的葡萄种植园毁灭殆尽。因此岛上陷入了经济危机，一直持续到20世纪。
18世纪末，捕鲸业成为了岛上的新产业。直到1970年，捕鲸业一直是岛上一项很重要的产业。

## 地理

### 自然地理
皮库岛位于圣若热岛以南17.5千米，法亚尔岛以东7千米，是亚速尔群岛中群岛的一个岛屿。皮库岛长度约为46千米，南北最宽处位于岛屿中偏西部，宽度约16千米。皮库岛是亚速尔群岛中第二大的岛屿。
皮库岛是一座活火山，最近一次有记载的喷发在1963年，是一次于西北海岸的水下喷发。历史上存在多次剧烈的火山运动，留下的熔岩流痕迹还清晰可见。特别是16世纪和1718年火山爆发，留下的熔岩流有10千米长。

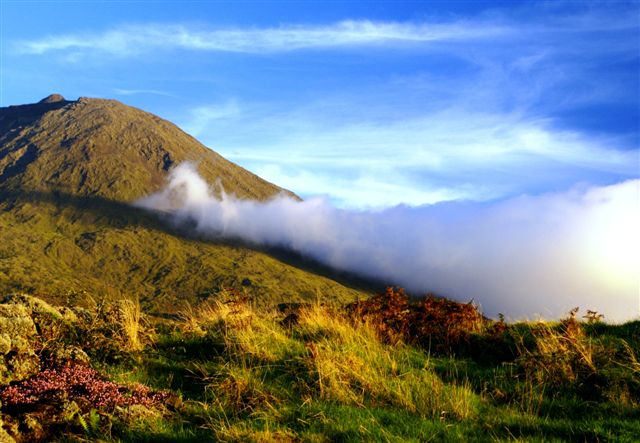
岛上某处，云层接近山顶
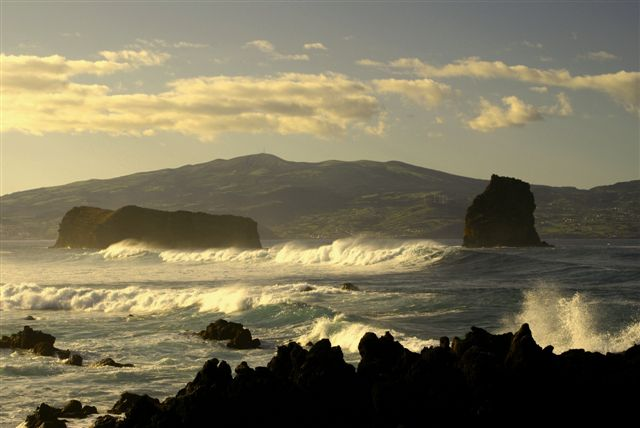
马达莱娜海港口处的两个小岛，由水下的火山口构成
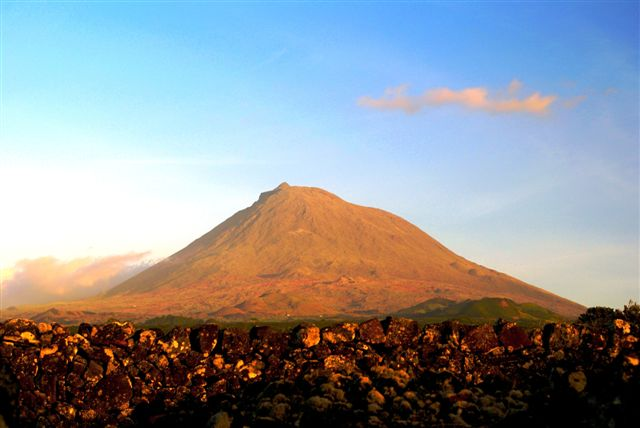
皮库山掠影

## 外部連結
- Pico - A Ilha Montanha Atlantica, a Flickr Group with images of the island （页面存档备份，存于）
- The Azores Islands Blogspot, with information on the Azores and Pico Island （页面存档备份，存于）
- A Pico hike and trip report （页面存档备份，存于） (September 2007)